# 1424 w polityce
Wydarzenia polityczne w 1424 roku.

## Urodzili się
- 31 października – Władysław III, król Polski, od miejsca śmierci w bitwie z Turkami zwany Warneńczykiem.